# HMS Adventure (1771)
Pour les autres navires du même nom, voir HMS Adventure.
Le HMS Adventure était un trois-mâts barque de la Royal Navy qui navigua avec le HMS Resolution lors de la deuxième expédition de James Cook de 1772 à 1775. Ce fut aussi le premier navire à contourner le globe d'ouest en est.
Il commença sa carrière en tant que charbonnier à travers la mer du Nord sous le nom de Marquis of Rockingham, lancé à Whitby en 1771. Il fut acheté par la Navy cette année-là et appelé Rayleigh, puis renommé Adventure ensuite. Il était long de 39,7 mètres, et large de 8,7 mètres.